# Evert Linthorst
Evert Linthorst (* 3. März 2000 in Venlo) ist ein niederländischer Fußballspieler, der aktuell bei den Go Ahead Eagles Deventer spielt.

## Karriere

### Verein
Evert Linthorst trat als Kind dem in Venlo ansässigen Amateurklub Venlosche Boys bei, ehe er in die gemeinsame Nachwuchsakademie des VVV-Venlo und von Helmond Sport wechselte, diese fusionierte sich zum 1. Juli 2013 mit der Gemeinschaftsnachwuchsakademie von der PSV Eindhoven und dem FC Eindhoven zur RJO PSV-EHV. 2016 kehrte Linthorst zu den Venlosche Boys zurück, ehe er ein Jahr später einen Profivertrag beim VVV erhielt, wobei er weiterhin für die A-Jugend (U19) der gemeinsamen Nachwuchsakademie (RJO PSV-EHV) zum Einsatz kam. Sein erstes Spiel in der Eredivisie absolvierte Evert Linthorst am 19. April 2018 bei der 1:4-Auswärtsniederlage gegen Ajax Amsterdam. Der Profimannschaft war zum Ende der Spielzeit 2017/18 mit dem 15. Tabellenplatz der direkte Klassenerhalt gelungen. In der Saison darauf kam er zu 13 Einsätzen in der höchsten niederländischen Spielklasse, lief allerdings auch für die A-Jugend sowie für die Reservemannschaft auf; die Profimannschaft von VVV-Venlo beendete die Spielzeit auf dem 12. Tabellenplatz. Anfang 2021 wechselte Linthorst zu al-Ittihad in die Vereinigten Arabischen Emirate und kam dort in der Rückrunde der laufenden Saison 2021/22 sowie in der Vorrunde der anschließenden Spielzeit 2022/23 auf insgesamt 14 Einsätze. Im Januar 2022 kehrte er in die Niederlande zurück und schloss sich dem Erstligisten Go Ahead Eagles Deventer an, bei dem er einen Vertrag über zweieinhalb Jahre bis Sommer 2024 unterschrieb.

### Nationalmannschaft
Evert Linthorst gehörte zum Kader der niederländischen U19-Nationalmannschaft, kam allerdings nicht zum Einsatz.